# YUNA (音乐奖)

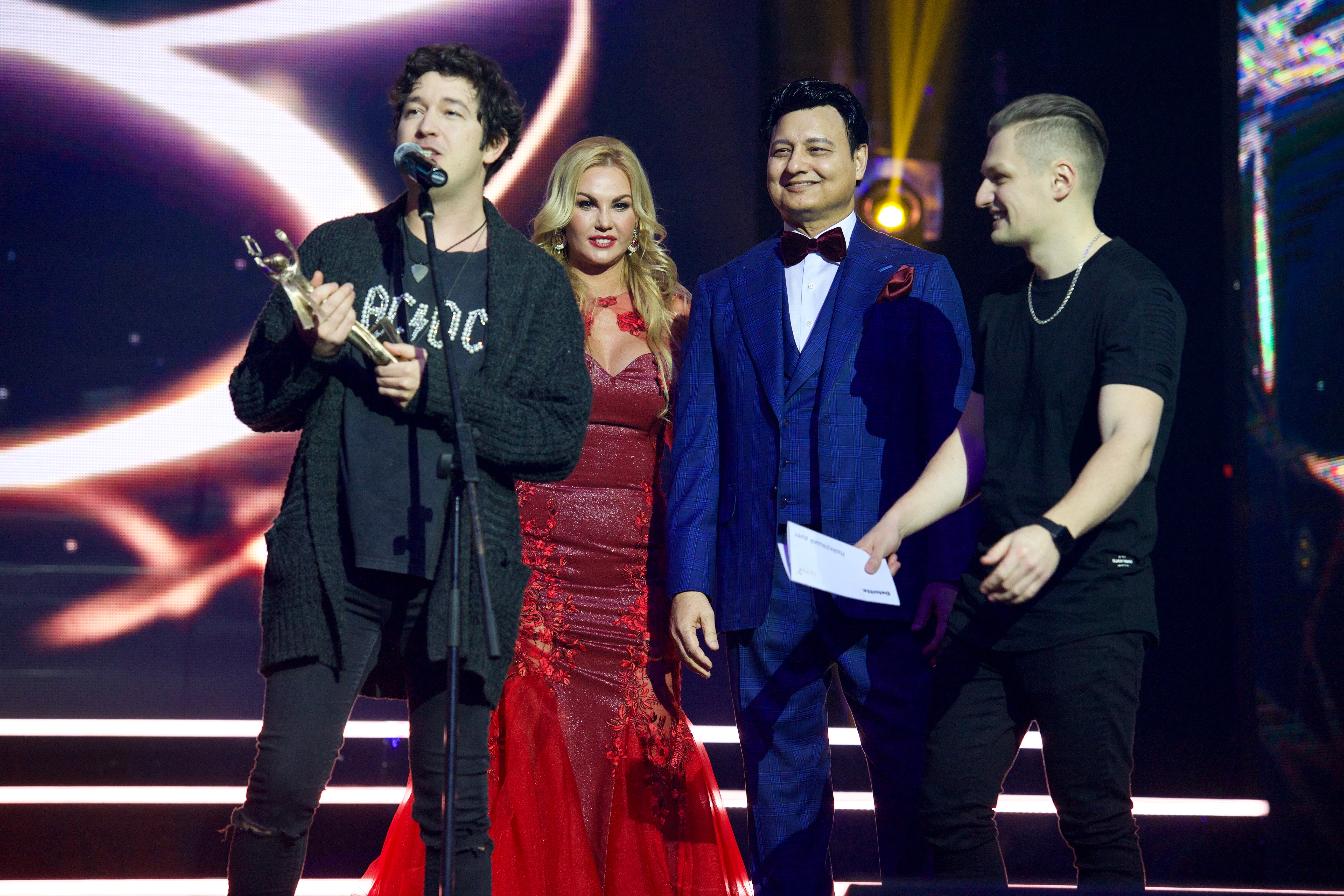
Mohammad Zahoor为乐队Pianoбой与Morphom颁发“最佳二重唱”奖

YUNA（英語：Yearly Ukrainian National Awards）是乌克兰一年一度的音乐颁奖典礼，由DJ Pasha和Mohammad Zahoor于2011年 10月27日创立，用于表彰在本国音乐产业中取得杰出成就的音乐人或作品。提名者和获奖者由专业评审团评选，会计师事务所德勤负责最终计票。

## 历史
首届YUNA颁奖典礼于2012年2月8日在基辅的“乌克兰宫”举行，旨在表彰乌克兰自1991年独立以来二十年来最杰出的音乐人，后来更名为“YUNA：二十年来最佳”。颁奖典礼没有主持人，而是由不同的名人颁发奖项。
此后，该活动成为年度例行举办的颁奖典礼，主持人包括歌手Potap及电视节目主持人Anatoly Anatolich等公众人物。
2020年，该奖项增设面向青少年的分支项目“YUNA Junior 2020”。
2022年，因俄罗斯入侵乌克兰，颁奖典礼改为线上举行。活动由电视节目主持人Volodymyr Ostapchuk与制片人帕夫洛·希尔科主持。两人在活动中宣布，当年不向获奖者颁发奖杯，奖杯将被用于拍卖，所得收入将捐赠给乌克兰武装部队。
2023年，该活动仅设立一个奖项类别：“不屈的乌克兰之歌”。